# Florida State Fair

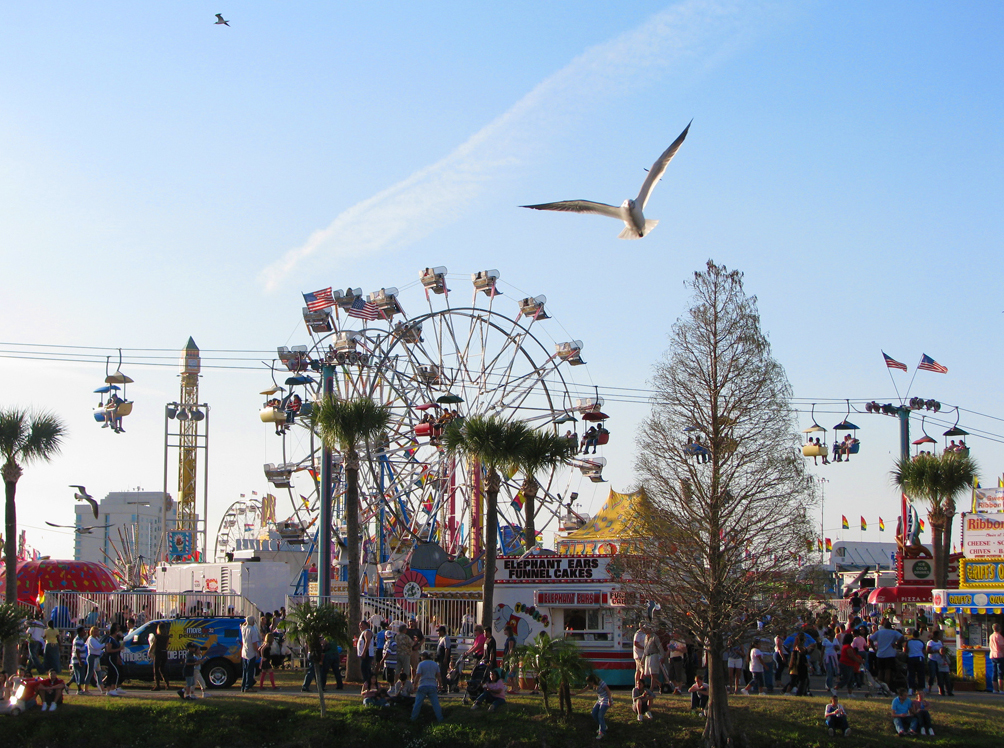
Florida State Fair.

La Florida State Fair (« Foire de l'État de Floride ») est une foire annuelle qui a lieu durant 11 jours à Tampa en Floride.
La foire met en avant le secteur de l'agriculture. Lors de la foire se déroulent de nombreuses compétitions et des bizarreries culinaires composées de bacon recouvert de chocolat. Il y a également des concours d'élevage et un rodéo. La foire a été créée en 1904 mais son nom actuel remonte à 1915. C'est en 1975 que le gouvernement de Floride désigna la foire en tant que foire officielle de l'état et décida qu'elle aurait lieu à Tampa,.